# NGC 2644
NGC 2644 is een spiraalvormig sterrenstelsel in het sterrenbeeld Waterslang. Het hemelobject werd op 6 februari 1877 ontdekt door de Franse astronoom Édouard Jean-Marie Stephan.

## Caput Hydrae
NGC 2644 bevindt zich, vanaf de aarde gezien, in het gemakkelijk waarneembare asterisme Caput Hydrae dat de kop van de waterslang vormt, bestaande uit de sterren delta, epsilon, zeta, eta, rho, en sigma Hydrae.

## Synoniemen
- UGC 4533
- MCG 1-22-16
- ZWG 32.52
- KARA 279
- IRAS 08389+0509
- PGC 24425